# Larnaca (stad)
Larnaca (Grieks: Λάρνακα; Turks: Larnaka) is een havenstad aan de zuidoostkust van Cyprus, aan de Middellandse Zee. Het ligt noordoostelijk van Limasol, zuidoostelijk van Nicosia en zuidwestelijk van Famagusta. De stad is over de weg goed verbonden met deze andere steden.
In 2001 telde de stad 72.000 inwoners. Een groot deel van de inwoners zijn vluchtelingen uit Noord-Cyprus. Qua grootte is het de derde stad van Cyprus, na Nicosia en Limasol, en na deze laatste stad is het de tweede haven van het land. De stad wordt jaarlijks door miljoenen toeristen bezocht, van wie er veel komen vanwege het zonnige klimaat en de stranden.

## Geschiedenis van Larnaca
De stad is waarschijnlijk in de 13e eeuw voor het begin van de gebruikelijke jaartelling gesticht door de Myceners. De archeologische site Kition bevindt zich midden in de stad.
In latere tijd vestigden de Feniciërs een belangrijke nederzetting in Kition. Deze had een sterke band met Tyrus, dat in Fenicië ligt, het huidige Libanon. Later ging het deel uitmaken van het Assyrische Rijk.
In de 7e eeuw werd de stad verwoest door Arabieren die Cyprus regelmatig binnenvielen. De Hala Sultan Tekke, die de op twee na heiligste moskee van de wereld wordt genoemd, herinnert hier nog aan.
Veel later ging het, met de rest van Cyprus, deel uitmaken van respectievelijk het Ottomaanse Rijk en het Britse Rijk. Na de onafhankelijkheid zijn er enkel nog wat Britse militaire bases op Cyprus overgebleven. Een ervan is de Dhekelia-basis, die zich in de regio van Larnaca bevindt.
Voor de Griekse Cyprioten heeft Larnaca een groot deel van de havenfunctie van Famagusta overgenomen na de bezetting van Noord-Cyprus.

## De namen van de stad
De stad stond in de oudheid bekend onder de namen Kition en Citium. De naam Kittim die in de Bijbel wordt genoemd en waarmee ook het eiland Cyprus werd aangeduid, zou samenhangen met de naam Kition. Volgens de legende heeft Kittim, de kleinzoon van Noach, de stad gesticht. De latere naam Larnaca of Larnax is wellicht afgeleid van het Griekse woord larnax, dat sarcofaag betekent.

## Klimaat
| Maand                  | jan  | feb  | mrt  | apr  | mei  | jun  | jul  | aug  | sep  | okt  | nov  | dec  | Jaar |
| ---------------------- | ---- | ---- | ---- | ---- | ---- | ---- | ---- | ---- | ---- | ---- | ---- | ---- | ---- |
| Gemiddeld maximum (°C) | 16,8 | 16,8 | 19,1 | 22,5 | 26,5 | 30,3 | 32,4 | 32,7 | 30,9 | 28,1 | 22,6 | 18,3 | 24,8 |
| Gemiddeld minimum (°C) | 7,5  | 6,9  | 8,7  | 11,7 | 16,0 | 19,8 | 22,2 | 22,6 | 19,9 | 17,1 | 12,5 | 9,2  | 14,5 |
|                        |      |      |      |      |      |      |      |      |      |      |      |      |      |
| Neerslag (mm)          | 78   | 41   | 34   | 18   | 9    | 3    | 1    | 0    | 7    | 14   | 53   | 95   | 353  |
| Bron: WeerOpReis.com   |      |      |      |      |      |      |      |      |      |      |      |      |      |

## Bezienswaardigheden en belangrijke plaatsen in Larnaca en omgeving
- De promenade Finikoudes, bij de marina
- Stranden
- Het museum van natuurlijke geschiedenis
- Het archeologisch museum
- Byzantijnse kerk van Sint-Lazarus
- Het zoutmeer van Larnaca
- De Hala Sultan Tekke, een moskee aan de rand van het zoutmeer
- Een Turkse moskee naast het kasteel
- Dhekelia-basis (Britse militaire basis)
- Vliegveld waarop veel chartervluchten vliegen
- Kasteel Larnaca
- Bekir Pasha-aquaduct

## Sport
In Larnaca voetballen vier clubs die uitkomen op het hoogste Cypriotische niveau, de A Divizion. AEK Larnaca is in 1994 ontstaan na een fusie van de voormalige landskampioenen Pezoporikos Larnaca en EPA Larnaca. Alki Oroklini komt oorspronkelijk uit het nabijgelegen Oroklini, maar speelt sinds de promotie naar het hoogste niveau haar wedstrijden in Larnaca.
Larnaca huisvest twee clubs die oorspronkelijk afkomstig zijn uit Famagusta. In 1974 bezette Turkije Noord-Cyprus, waar Famagusta ligt. Sindsdien speelt de Cypriotische topclub Anorthosis Famagusta in Larnaca. De nieuwe thuisbasis is het Antonis Papadopoulosstadion. Het heeft naast de voetbaltak ook een succesvolle basketbaltak. Ook Nea Salamina Famagusta speelt sinds 1974 in Larnaca in plaats van Famagusta. Deze club heeft naast de voetbaltak een succesvolle volleybalafdeling. 

## Geboren
- Zeno van Citium (ca. 335 voor onze jaarteling), filosoof
- Georgios Pikis (1939), rechtsgeleerde en rechter